# Бен Лайон
Бен Лайон (англ. Ben Lyon; 6 лютого 1901 — 22 березня 1979) — американський актор і студійний виконавець компанії 20th Century Fox.

## Життєпис
Народився в Атланті, штат Джорджія. Почав зніматися в кіно в 1918 році після успішного появи на Бродвеї в парі з актрисою Джин Іглс. Здобув популярність після фільму «Юнацький дух» (1923), і поступово почав зніматися в головних ролях. Надалі знімався у фільмах за участю провідних актрис німого кіно Поли Негрі, Глорії Свенсон, Коллін Мур, Барбари ла Марр, Віоли Дена, Анни Нільссон, Мері Астор і Бланш Світ. У 1925 році оглядач «Photoplay» писав про нього: «Дівчата, Бен Лайон виглядає нешкідливим, але у нас є достовірна інформація, що він неперевершений, так що стежте за своїм вчинками. Крім того, він прекрасний актор, і якщо жінки закохуються в нього, він може їм допомогти».
Фільм «Ангели пекла» 1930 року мав великий успіх і приніс популярність Джин Харлоу, але участь Бена Лайона, який виконав роль льотчика часів Першої світової війни також було високо оцінено. Протягом наступного десятиліття він постійно був затребуваний, але його популярність пішла на спад на початку 1940-х років. До середини 1940-х років він працював на студії 20th Century Fox. 17 липня 1946 році він зустрів молоду амбіційну актрису Норму Джин Догерті. Після першої зустрічі з нею він заявив, що вона була «Джин Харлоу знову і знову!». Він організував для неї кінопроби, запропонував змінити ім'я, підписав з нею, як Мерілін Монро її перший студійний контракт.
Під час Другої світової війни Лайон і його дружина, актриса Бібі Данієлс, оселилися в Лондоні. Пара, разом з коміком Віком Олівером, взяла участь в серії радіопередач «Привіт, Ган!», які виходили з 1940 по 1949 рік. Їх змінила в 1950 році «Життя з Лайоном», в якому також фігурували події з життя актора і його дітей, Річарда і Барбари. Передача виходила на BBC і незалежному телебаченні з 1954 до 1960 року.
Про життя актора розповідалося в передачі Імона Ендрюса «This Is Your Life», що вийшла в березня 1963 на BBC Television Theatre.

## Особисте життя
Лайон одружився з актрисою Бібі Данієлс в червні 1930 року, у них було двоє дітей: дочка Барбара (нар. 1932) і син Річард, якого вони всиновили. Данієлс перенесла важкий інсульт в 1963 році і відійшла від активної діяльності. Другий інсульт вона перенесла в кінці 1970 року і померла в своєму будинку в Лондоні в березні 1971 року.
У 1974 році Лайон одружився з актрисою Меріан Ніксон, яку він знав з 1920 року. Вони залишалися в шлюбі до його смерті.

## Смерть
22 березня 1979 Лайон і його друга дружина Меріан Ніксон відпочивали разом на круїзному судні «Queen Elizabeth 2» недалеко від Гонолулу, Гаваї, коли з Лайом трапився смертельний серцевий напад. Йому було 78 років. Він був кремований, а прах похований в колумбарії каплиці на голлівудському кладовищі Hollywood Forever поруч з першою дружиною Бібі Данієлс.
Його внесок в кінематограф США відзначений зіркою на Голлівудській алеї слави, 1724 Вайн-стріт.

## Фільмографія
- 1921 — Серце Меріленда
- 1923 — / Potash and Perlmutter
- 1924 — Білий метелик / The White Moth
- 1924 — / Lily of the Dust
- 1924 — Молоде вино
- 1925 — Сім дружин Синьої Бороди
- 1926 — Принц спокусник / Prince of Tempters
- 1927 — Заради любові Майка / For the Love of Mike
- 1927 — Танцююча Відень
- 1929 — Повітря Легіон
- 1930 — Ангели пекла / Hell's Angels
- 1930 — Простак / Lummox
- 1930 — / A Soldier's Plaything
- 1931 — Нескромний / Indiscreet
- 1931 — Нічна доглядальниця
- 1931 — / Misbehaving Ladies
- 1931 — Купив!
- 1932 — / Hat Check Girl
- 1932 — Леді з минулим / Lady with a Past
- 1932 — Великий Таймер
- 1932 — Тільки по уїк-енди
- 1932 — Злочинний коло / The Crooked Circle
- 1933 — Я покрию берегову лінію
- 1933 — Дівчинка відсутня
- 1933 — Жінки в його житті
- 1939 — Я вбив графа / I Killed the Count
- 1939 — / Confidential Lady
- 1941 — Привіт Ган!
- 1943 — Темна вежа